# 서경원
서경원(徐敬元, 1937년 7월 28일 ~ )은 대한민국의 농민운동가, 민주화 운동가이자 제13대 국회의원이다. 본관은 이천이며, 전라북도 순창군 출신이다.
광주민주화운동 관련자이자 1988년 8월 비밀리에 조선민주주의인민공화국을 방문, 2박 3일간 김일성 국가주석과 허담 부총리 등과 회담하고 귀국하였으며 1989년 6월말 스스로 이 사실을 밝히고 국가안전기획부(안기부)에 자진 출두했다. 안기부 조사 과정에서 김일성의 손금을 그려온 것을 공개하여 화제가 되기도 했다. 홀로 방북해 김일성 주석을 만나고 5만불의 공작금을 수령했다. 대법원에서 10년형 확정판결을 받고 간첩으로 수감되어 8년 6개월을 수감하고 김대중 대통령의 특별 사면을 받았다.

## 생애

### 유년기
그는 초등학교를 조금 다니다 만 "무학"이 아니라 말 그대로 학교 문턱에도 간 적도 없는 "무학"이다. 동무들이 책보를 끼고 몰려 다니는 것이 부러워서 울며 졸라보기도 했지만 아버지는 ‘일본놈들 밑에서 공부하는 것은 안 좋다’며 그를 학교에 보내지 않았다. 일제가 최후의 발악을 하던 1940년대 끝까지 신사참배를 거부하자 일제의 눈 밖에 난 이들 가족은, 산 속으로 들어가 생활하였다. 산짐승을 벗 삼아 생활하던 어린 서경원에게 읽고 접할 수 있는 것은 성경책뿐이었다.
1945년 8월 호기심 때문에 일본 사람에게 몰래 신문을 얻어다 보던 서경원은 '해방'이란 말을 들었지만 무슨 뜻인지 몰랐다. 아버지에게 말했더니 단걸음에 내려갔다 오신 아버지는 덩실 춤을 추며 “일본놈들이 물러갔다”고 소리쳤다. 그러나 해방과 함께 산에서 내려와 부모와 단란한 가정을 이루며 살았던 때도 있었지만, 한국 전쟁이 나자 그는 부모와 헤어져 고아원인 '동광원'으로 보내졌다.

### 고아원 생활
동광원은 이세종과 제자 이현필이 고아들을 돌보기 위해 세웠던 고아원이기도 하고 순결, 청빈, 순명, 금욕을 원칙으로 세운 수도원이기도 하다. 이곳에 모인 이들은 공동체 생활을 하며 가정생활은 멀리하고, 노동을 통해 자급자족하면서 버려진 이들을 보듬어 함께 살았다. 서경원의 아버지도 이들의 영향을 받아 수도원 생활을 하였다.
한국 전쟁이 터지자 동광원에는 전쟁고아들이 모여들었다. 서경원은 이들과 함께 성경공부를 하고, 노동을 하면서 어린 시절을 보냈다. 이들 공동체는 전후 복구 시기에 경기도 능곡 YMCA 농장에서 농사를 짓기도 했다. 그의 회고에 의하면 '하루는 수확이 끝난 쌀을 달구지에 싣고, 아스팔트가 없어 덜그럭 대는 길을 따라 능곡에서 수색을 지나 종로 YMCA까지 갔다. 서울 YMCA 총무였던 현동완은 ‘그냥 가져가서 아이들 먹여라’고 밀어내고 달구지를 끌던 어른은 ‘안 된다. 받아라’ 하고 되내밀고...... 어른들끼리 ‘아름다운’ 실랑이를 벌인 탓에 함께 간 아이들은 덜덜 떨며 YMCA 천막에서 밤을 지샜다.'고 한다.

### 농촌 계몽 운동
공동체 생활이 답답했던 서경원은 이십대 초반이던 1958년 어머니와 함께 수도원에서 나와 곡성군에서 농촌 청년계몽운동을 벌였다. 40여명 남짓한 동네 청년들을 모아 ‘공부를 해야지, 농사만 하면 무시 받는다’고 설파하며 야학을 꾸렸다. 4H(두뇌 Head, 마음 Heart, 손 Hand, 건강 Health) 운동에 참여한 것이다. 청년회에서 공동으로 농사도 짓고 삯으로 회비를 모아 야학 건물도 지었다. 또 ‘심청전’ 영화가 유행할 때 영화필름을 구해서 한집에 반 되씩 쌀을 걷어서 포장을 치고 영화를 틀었는데, 마을 사람들이 다 모여 영화를 보며 즐거워하기도 했다.
곡성 청년회의 이름은 '향진회'라 지었는데 '농촌이 전진한다'는 진취적인 뜻이다. 서경원은 전라남도 광주에서 열린 함석헌의 강연회에 참석했다가, 함석헌 강연회를 주최하던 주최측이 고려대 '향진회'라는 모임인 것을 보고 영감을 얻어 모임의 이름을 향진회라 이름붙였다고 한다.
서경원은 당시 농촌의 4H 청소년 운동에도 가담하였다. 그러나 후에 서경원은 당시 참여했던 4H운동에 대해 ‘미국의 앞잡이 노릇을 한 것’이라고 평가했다. 미국은 제2차 세계대전 이후 자신의 통치를 받는 나라들에 4H 출신의 미국 고문단을 보냈는데, 결국 이를 통해 제3세계 통치를 위한 ‘미국물 들이기’ 즉 사상적, 문화적 침략을 앞세웠다는 것이다.

### 군대 생활
그는 농촌 야학의 선생으로도 농민들을 계몽하였다. 그러나 1962년 스물넷에 영장을 받고 군대에 징집되어 입대, 제대 후 다시 광주로 돌아와 보자 야학 건물은 팔려서 주막집이 되어 있었다. 제대 후 고려대학교 노동문제연구소의 교육을 수료했다. 이우재, 김낙중 등이 중심이 되어 지도되던 고려대 노연은 노동자, 농민들을 모아 교육을 진행했고, 이는 1974년 크리스천 아카데미 교육으로 이어지면서 70년대 노동운동, 농민운동에 가담하였다.

### 가톨릭에 귀의
4박 5일의 교육을 받은 후 서경원은 말 그대로 눈이 뜨였다 한다. 그의 회고에 의하면 이제까지는 농사를 지으면서 생산을 많이 해야 한다고 생각해 왔는데, 정작 중요한 것은 제값 받고 파는 데 있다는 것을 깨달은 것이다. 또 교육 기간 동안 가톨릭농민회와 인연을 맺게 되면서 본격적으로 농민운동에 뛰어들게 되었다. 1976년 함평고구마 투쟁의 인연으로 서경원은 천주교 영세를 받고 천주교에 귀의하였다. 1972년 가톨릭 농민회(가농)가 출범하자 가담하였다..

### 가농 활동

#### 가톨릭 농민회 활동
그는 가농 활동 외에 직접 농토를 사서 그는 농사를 짓기 시작한다. 서경원은 전남 함평 지역에서 가농 활동을 시작한 후 1974년부터 ‘쌀 생산비 조사’를 시작했다. 당시에 쌀 한가마니를 생산하는 데 생산비가 85,000원이 들었는데, 정부는 이를 73,700원에 수매했다. 명백하게 적자였다. 하지만 그 때까지 농민들은 정확한 생산비가 얼마인지, 남는 수익이 있는지, 아니면 얼마나 손해인지에 대해 정확히 계산하지 못하고 있었다. 이때의 쌀 생산비 조사는 역사 이래 처음 진행된 것이었다. 농민들은 자신들이 뼈 빠지게 농사를 지어도 가난의 굴레에서 벗어날 수 없는 원인이, 농민의 희생을 통해 경제개발을 일으키는 박정희 정권에 있다는 것을 깨닫기 시작했다.

#### 함평 고구마 투쟁
1976년 "함평 고구마 투쟁"이 시작됐다. 그 해 전남도 농협은 건고구마(얇게 썰어 말린 것) 형태로 수매하던 것을 생고구마로 수매하겠다고 발표했다. 시가 1천원 정도였던 생고구마를 건고구마 수준인 1천317원에 전량 수매하겠다는 약속은 농민들에게 큰 희망이었다. 농협 직원들은 고구마 농가를 찾아다니며 농협이 제작한 포대까지 나눠 주면서 희망을 부풀렸다.
전남 해남, 무안과 함께 고구마 주산지였던 함평군에서는 그 해 풍년이 들었다. 그러나 농협은 수확이 끝난 11월이 되도록 40%에 못 미치는 수량만 수매했고, 농가 창고에서는 농협의 약속만 믿고 내다 팔지 않은 고구마들이 썩어가기 시작했다. 결국 농민들은 포대 당 400원의 헐값으로 고구마를 팔아야 했다. 가톨릭농민회는 함평 고구마피해보상대책위원회를 꾸려 조사를 벌였고, 9개 마을 160 농가의 총 피해액인 309만원을 보상하라는 투쟁을 시작했다. 함평군 전체 피해액은 1억4천만 원이었다.
결국 그는 함평 고구마 투쟁에 가담하였다. 처음엔 17명이 모여 싸움을 시작했지만 해를 넘기고도 문제가 해결되지 않자 전남지역 전체의 투쟁으로 번져갔다. 가농 전남연합회가 이듬해인 1977년 4월 광주 계림동 성당에서 기도회를 개최하고, 600여 명 회원들이 농협 전남지부장 면담을 요구하며 거리 행진을 벌인 것이다. 이들은 서울, 대전, 부산 등 대도시 등을 다니며 사건의 진상을 폭로하기도 했다.
그러나 서경원은 당국의 주시를 받게 되면서 큰 고초를 겪었다. 그를 ‘빨갱이’로 몰아가려는 시도가 계속되었고 ‘죽고 싶지 않으면 조심하라’는 공공연한 협박을 받기도 했다. 천주교 성직자들의 입교 권유 외에 ‘천주교 신자도 아닌데 무슨 꿍꿍이로 가농 활동을 하느냐’는 음해를 받은 것 역시 귀의 계기가 되어 그는 천주교에 귀의해 세례를 받기도 한다.

### 구속과 석방

#### 안동 씨감자 사건으로 구속
서경원은 이듬해인 1979년 안동 씨감자투쟁과 관련되어 구속됐다. 정부가 썩어버린 씨앗을 나누어줘서 감자농사를 망친 안동 농민들이 피해보상을 요구하자, 이에 앞장선 가농 회원 오원춘을 당국이 보름 남짓 납치, 감금한 사건이었다. 오원춘이 가톨릭 안동교구에서 언론에 양심선언을 하자 사복경찰은 교구청까지 난입해 신부와 가농 지도부를 강제 연행했다. 이 일로 긴급조치 위반으로 구속된 상태에서 10월 26일 박정희의 사망 소식을 접하였다.

#### 1980년
서경원은 함평에서 머물고 있던 중 신군부에 의해 5·18 광주 민주화 운동 관련자로 지목되어 1980년 6월 8일 경찰에 납치되어 함평 경찰서에 37일간 구금됐다가, 광주 보안대로 이첩된 후 극심한 고문에 시달렸다. 5·18 광주 민주화 운동과 무관했던 그는 영문도 모르고 잡혀가 고문을 당한 후 ‘내란선동죄’로 구속됐다가 그해 겨울 만신창이가 되어 출소했다.
당시 그는 단기간 고문 후유증을 앓았는데, 그의 회고에 의하면 '아직 젊을 때라 병원에 가면 돈이 많이 든다며 혼자서 몸을 추스르고 농사일을 했던 서경원. 한참 지난 훗날에야 고문 후유증이 얼마나 심각한 지를 깨달을 수 있었다.'고 한다.

#### 농민 운동과 정계 입문
1981년 3월부터 서경원은 가농 전국회장직을 맡아 농민운동을 이끌었다. 1980년대 민주화 운동 불길이 거세지면서 농민 대표로 1985년 민주통일민중운동연합(민통련)에 참여했고 1987년 6월 항쟁 공동대표로 선출되었다. 그 밖에 천주교사도직협의회 중앙상임위원, 민주통일 민중운동연합 공동대표, 고문 및 용공조작 방지대책위원회 공동대표 등으로 활동했고, 1987년 박종철이 사망하자 고 박종철열사 추도대회 공동대표에 선출되었다.
1987년 한겨레신문 창립에 참여, 한겨레신문창간발기인 공동대표에 선임되었다.
이후 민주화 투쟁을 이끌던 재야인사들과 학생 운동권 출신을 영입하면서 평화민주당에 집단 입당하였다. 그 역시 다른 재야인사 및 학생운동권 인사들과 함께 제도 정치권에 진출하게 되었고, 1988년 김대중 전 대통령이 총재직을 맡고 있던 평민당 소속으로 제13대 국회의원 선거에 출마해 당선됐다. 동년 7월 서경원은 비밀리에 조선민주주의인민공화국을 방문해 주석 김일성을 만났다.

#### 조선민주주의인민공화국 방문
서경원은 1984년 세계농민회에 참석했다가 독일 민주인사들을 만났고, 성낙영 목사를 통해 입북이 가능한지 타진하게 됐다.
1988년 그는 재야 운동가들과 연락 타전 끝에 북한으로부터 승인을 받아 체코슬로바키아를 경유해 방북하게 된 것이다. 국회의원 생활을 하면서 ‘정치활동만으로 농민이 해방될 수 없다. 분단 문제를 먼저 해결해야 한다’는 고민이 가득했던 참이었다. 입북하기 전부터 김일성 주석을 직접 만나겠다고 요청한 끝에 허가를 받았고 김 주석과 40분간 마주 앉아 통일문제를 토론할 수 있었다.
그는 당시를 회고하면서 “내가 만난 김 주석은 반공교육 속의 인물이 아니었다. 황금의자에 앉아 있을 줄 알았는데, 막상 갔더니 야당 국회의원인 나를 맞이하기 위해 먼저 나와 있었고 옷차림도 나보다 더 소탈했다. 꼭 경어를 사용했고, 의전을 어떻게 하냐고 물으니 ‘편하신 대로 하라’고 말했다. (테러위협 등이 있을 수 있는데) 들고 간 가방도 그대로 가지고 들어가게 했다. 처음엔 그래서 가짜인 줄 알았다. 복도에서 나를 기다리다가 ‘처음 뵙겠습니다’ 하고 먼저 인사를 건네는데 목소리가 마이크에 댄 것처럼 왕왕 울렸다”고 말했다.
서경원은 40분간의 회담에서 통일문제에 대한 여러 의견을 제시했다. 주로 ‘88 서울올림픽에 참석해 달라’ ‘일제 때 진행되던 경평축구대항전을 복원하자’ ‘휴전선에서 남측에 비방방송 하지 말라’ ‘우수 농산물, 가축 종자교류를 추진하자’ ‘김수환 추기경이 평양에서 전교할 수 있게 문을 열어라’ ‘유엔 감시 하에 상호 군축을 하자’ ‘아들에게 권력 승계 하지 마라’ 등의 내용이었다.
김 주석은 이에 대해 ‘추기경님 언제든 오시면 문 열어놓겠다. 누가 와도 문 열어놓겠다’고 말하는 등 대체로 긍정적이었고, 올림픽 참석의 경우 남측과 회담을 했는데 결렬됐다고 설명했다고 한다. 서경원은 그 때의 대화에 대해 “김 주석의 주장은 ‘(민간교류 등이) 다 좋은데 그 전에 불가침조약을 맺어야 한다, 서로 왔다 갔다 하면 좋지만 한 쪽이 총을 쏘면 전쟁 나는 것 아니냐’는 것이었고, 나는 ‘민간교류가 먼저 있어야 인식의 변화가 오고, 불가침 조약까지 가는 단계로 진입할 수 있다’는 것으로 이 부분에 견해차가 있었다”고 기억을 되짚었다. 7월 19일부터 21일까지 2박 3일간의 평양 방문은 이후 10개월 동안이나 세간에 알려지지 않다가, 1989년 6월 29일 그가 국가보안법 위반 혐의로 구속되면서 알려졌다. 늦봄 문익환 목사 방북이 있은 직후였던 데다, 야당 국회의원 신분이었기 때문에 사건의 파장은 컸다.
87년 6월 항쟁으로 분출된 민중들의 민주화 열망에 항복하다시피 6·29 선언을 발표했던 노태우 정권은 1988년 총선에서 ‘여소야대’ 구도가 형성되면서 권력의 기반이 협소해진 상태였다. 5.18 진상조사 청문회가 이어졌고 1989년 1월에는 민주화 세력이 전국민족민주운동연합(전민련)을 건설하였다.

#### 구속 사태 전후
안기부는 서경원 의원 방북사건을 ‘간첩활동’으로 발표했다. 그가 공작금 5만 달러를 북에서 받아왔으며, 김대중 당시 평민당 총재는 대북친서를 전달했고 공작금 중 1만 달러를 받았다고 발표했다. 또 불고지죄로 평민당, 가농 주요 인물을 연행하고, 서경원이 방북 사실을 고백했던 종교 지도자 김수환 추기경, 함세웅 신부에 대해서도 불고지죄 적용 여부를 검토했다. 비밀리에 방북한 사건으로 그는 국가보안법 위반으로 징역 10년을 선고받았고 의원직을 상실했다.
연행 25일 만에야 이루어진 첫 번째 변호인 접견에서 서경원은 간첩활동 부분을 부인했고, 조사 과정에서 고문을 받았다고 진술했다. 특히 정형근 국장에게 직접 고문을 받은 사실을 폭로했다. 안기부 조사 과정에서 김일성의 손금을 그려온 것을 공개하여 화제가 되기도 했다. 이는 언론에 공개되어 화제가 됐다.
출소한 후 그가 언론 인터뷰에서 밝힌 내용에 따르면 정형근은 ‘북한에 세 번 갔다 온 것 안다’ ‘방북 전에 김대중이 시킨 것을 밝히라’고 요구하며 심한 폭행을 가했다고 한다. 인터뷰에서 사건 당시 가장 쟁점이었던 평민당 배후설에 대해 “나는 갈 때나 올 때 당과 일절 연계 없이 갔다”고 말했고, 5만 달러에 대해 “내가 통일 사업한다고 요구했다. 그 부분은 내가 모두 진술했다. 안기부측은 이를 공작금으로 발표해버렸다”고 했다.
이후 그는 김대중의 정치자금 수수 관련자로도 지목되어 조사받았다. 김대중 총재 1만 달러 수수설에 대해 “사나흘 동안 나를 죽일 정도로 몰아치는 바람에 검찰조사에서 내가 일단 1만 달러를 주었다는 요구대로 자백을 했다. 그랬다가 재판에서 이를 전면 부인했다”고 말하면서 “주려면 5만 달러 다 주지, 치사하게 1만 달러만 주겠냐”고 일축하기도 했다.
다음날 아침 내 얼굴을 보니 멍이 들어 까만색이 돼버렸다. 고문 앞에는 천하장사가 없다. 내가 하고픈 말을 하기라도 하면 즉각 주먹이 날아오니까... (이하 생략)...

구속 이듬해에 영국, 네덜란드, 스위스, 스웨덴, 미국, 일본, 프랑스 등과 국제사면위원회, 리하르트 폰 바이츠제커 독일 대통령 등이 서경원 의원 석방 결의안을 채택하기도 했다.

#### 1990년대 이후
1993년 김영삼 정부 출범 직후 그에 대한 석방 여론이 나왔으나 묵살되었다. 그는 징역 10년형을 언도받고 수감 9년만인 1998년 가석방되었다.

#### 2000년대 이후
2002년 미군 장갑차에 의한 중학생 압사 사건 당시 대규모 집회를 마치고 시위대가 지하철로 이동하다가, 한총련 소속 대학생들과 미군 병사 존 머피 이병 등 3명 사이에 실랑이가 붙자 이를 말리다가 미군에게 폭행을 당하기도 했다.
이후에도 사회정의연구소 소장, 범민족운동단체협의회 수석부총재, 민족화해자주통일협의회 고문 등에 선출되어 활동하였다.

## 역대 선거 결과
|  | 74.79% |

|  | 0.94% |